# Softball

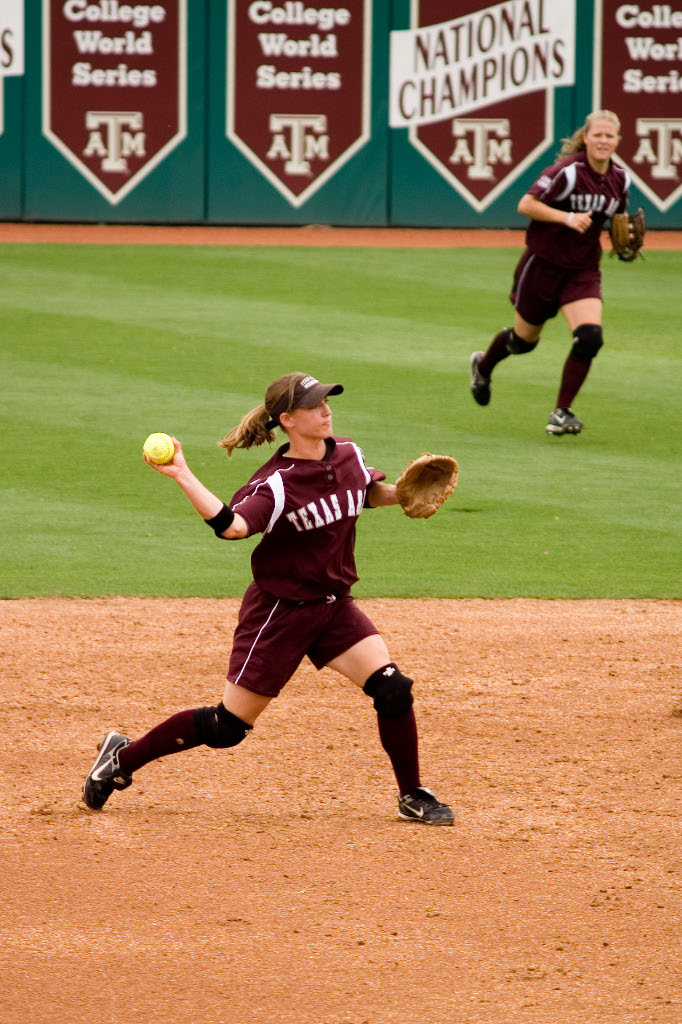
Softball-Spielerin des Texas A&M Aggie-Teams

Softball ist eine Variante von Baseball und eine der beliebtesten Breitensportarten in den USA. Im professionellen Spielbetrieb wird Softball, im Gegensatz zum traditionell männerdominierten Baseball, überwiegend von Frauen gespielt. In Deutschland gibt es nur im Frauenbereich einen organisierten Ligaspielbetrieb, während in den Breitensportwettbewerben hauptsächlich gemischtgeschlechtliche Teams antreten.

## Grundregeln
Zwei Teams mit jeweils neun Spielern stehen sich gegenüber. Eine Mannschaft spielt im Feld ('Defense') und versucht, Punkte der Gegner zu verhindern; die andere ist am Schlag ('Offense') und kann die Punkte erzielen. Hat die Defense-Mannschaft es geschafft, drei der Gegner „out“ zu machen, wird gewechselt, das heißt, die Defense-Mannschaft geht jetzt an den Schlag und die Offense-Mannschaft muss ins Feld. Ein Spiel besteht normalerweise aus sieben solcher Durchgänge (Innings).
Genauere Erläuterung zu Regeln und Spielprinzip siehe Baseball.

## Unterschiede zum Baseball

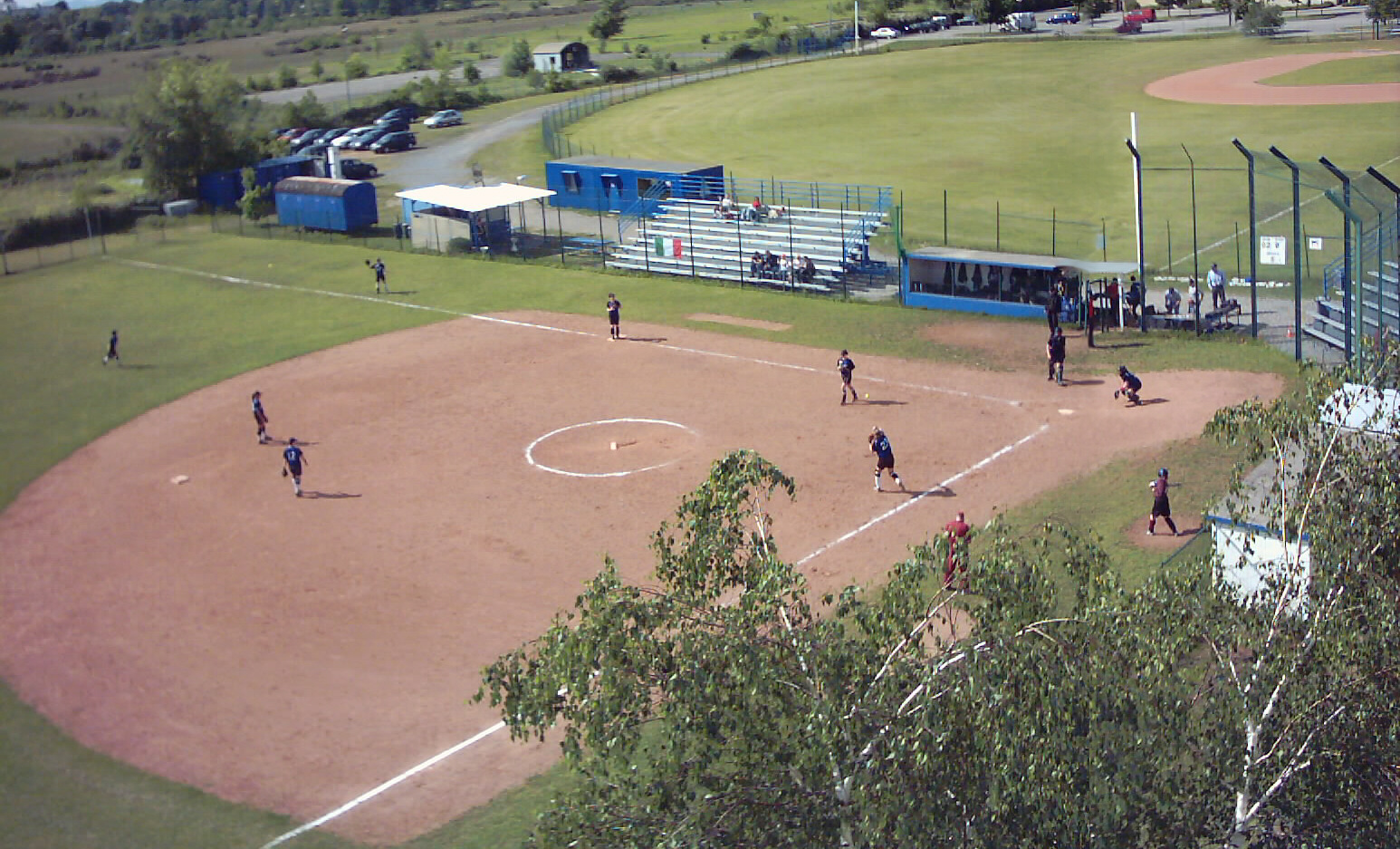
Softball-Spielfeld in Karlsruhe; am Bildrand oben rechts ist ein Baseball-Spielfeld zu erkennen.

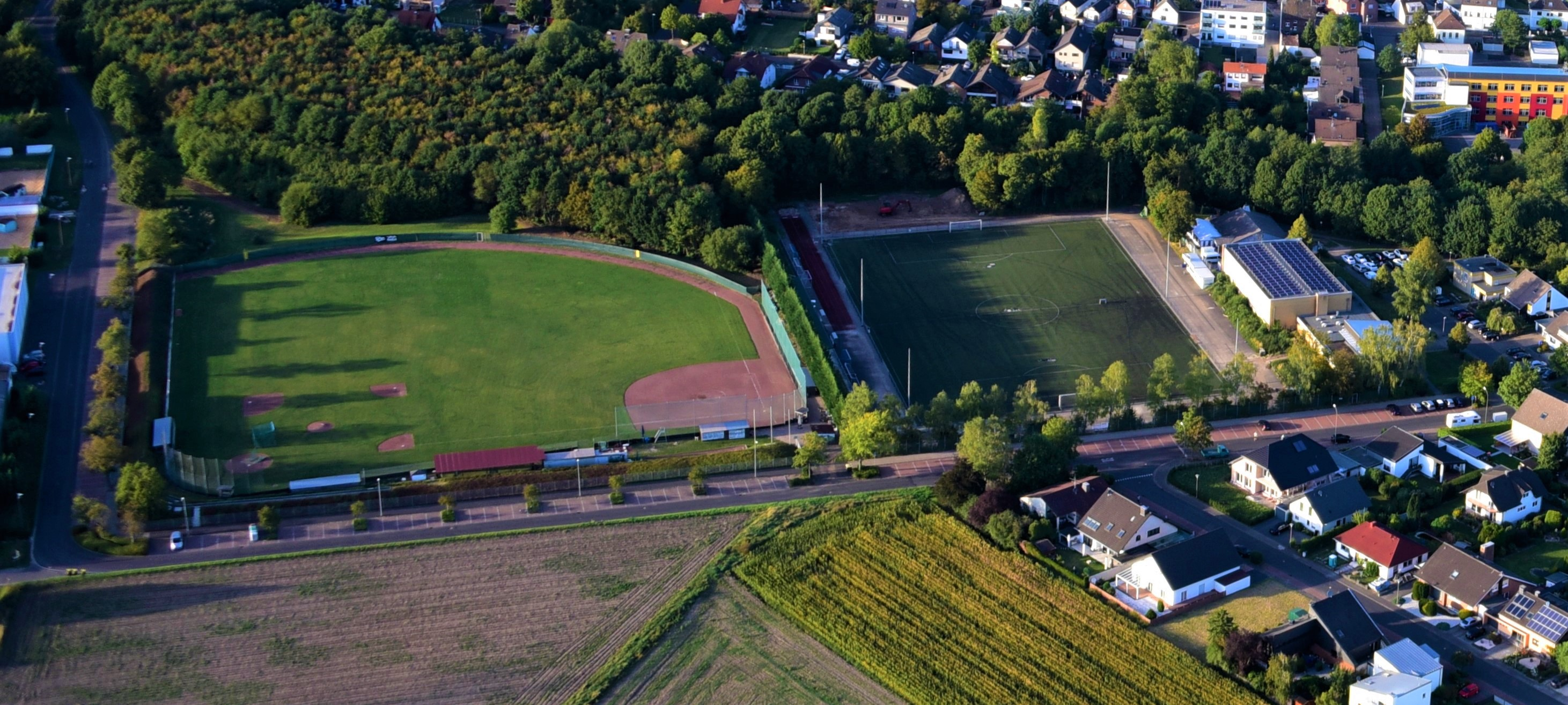
Kombi-Spielfeld (links) für Softball und Baseball in Berzdorf.

Bis auf die geringere Größe des Feldes, eine andere Wurftechnik und wenige andere Änderungen gleicht das Spiel dem Baseball. Diese Änderungen sind:
1. Pitchbewegung: Der Werfer muss den Ball durch einen Unterhandwurf von unterhalb der Hüfte werfen, wobei das Handgelenk nicht weiter vom Körper entfernt sein darf als der Ellbogen.
2. Spielfeldabmessungen: Die Größe eines Softballspielfeldes beträgt zwei Drittel der Größe eines Baseballfeldes:
Seitenlänge Infield ca. 18 m (Baseball: 27 m)
Seitenlänge Outfield ca. 65 m (Baseball: 80–100 m)
Abstand Pitcher–Batter ca. 13 m (Baseball: 18 m).
3. Ballgröße: Der Softball hat einen Durchmesser von ca. 11,5 cm (Baseball: ca. 7 cm).
4. Basestealing/Lead: Der Runner darf die Base erst mit dem Pitch verlassen. Im Slowpitch-Softball (siehe unten) ist kein Base Stealing erlaubt.
5. Schlägerform: Die Softballschläger sind gewöhnlich etwas dünner und leichter. Die Form der Baseballschläger verläuft konisch, während Softballschläger nach dem Griff flaschenförmig dicker werden und dann gerade weiterlaufen. Außerdem werden grundsätzlich – selbst im professionellen Bereich – keine Holzschläger verwendet.
6. DP: Ein Designated Player (DP) kann im Gegensatz zum Designated Hitter (DH) für jeden Spieler eingesetzt werden, nicht nur für den Pitcher.
7. Safety-Base: Es gibt an der ersten Base eine sogenannte Safety-Base, die eine extra Fläche für den Batter-Runner bietet, um Kollisionen zu vermeiden.
8. weitere kleine Regelungen, um Baseball als Softball auf das kleinere Feld anzupassen

## Slowpitch und Fastpitch
Generell wird zwischen zwei Spielvarianten unterschieden:
1. Slowpitch-Softball: Diese Variante zeichnet sich durch den Regelzusatz aus, der besagt, dass der Pitch auf seiner Flugbahn einen höchsten Punkt von mindestens 6 Fuß (ca. 1,83 m) durchfliegen muss. Das führt zu langsamen Pitches und damit zu einem extrem schlagbetonten Spiel. Slowpitch ist vor allem Breitensport, wird aber mitunter auch wettkampfmäßig betrieben.
2. Fastpitch-Softball: Bei dieser Variante gibt es keinerlei Einschränkungen bezüglich der Flugbahn. Schnelles und je nach Spielstärke variantenreiches Pitching ist die Folge. Fastpitch ist vor allem die Wettkampfsportart für Frauen und war seit 1996 in Atlanta für Frauen olympisch; allerdings wurde Softball (wie auch Baseball) bei den Olympischen Sommerspielen 2012 in London nicht ausgetragen.

## Verwechslungsmöglichkeit
Der Softball-Sport hat keine Ähnlichkeit mit dem in Deutschland als „Softball“ bekannteren tennisähnlichen Freizeit- und Strandspiel, das mit Plastik-Tennisschlägern und einem kleinen, weichen, gelben Schaumstoffball gespielt wird. Der Ball darf auch nicht mit dem in Kindergarten und Schulsport verwendeten sogenannten „Weichball“ verwechselt werden, der die Größe eines Fußballs hat und den Kindern den Umgang mit dem Ball erleichtern soll.
Das in diesem Artikel beschriebene Softball wird mit einem kleinen Lederball gespielt, der innen aus Kork und dicht gewickeltem Faden besteht, und nur etwas größer, aber keineswegs „softer“ als ein Baseball ist, sondern aufgrund der Kompression sogar härter. Weil er etwas größer ist, kann er nicht ganz so hart geworfen und geschlagen werden wie ein Baseball. Dazu kommt ein Baseball-/Softballschläger, der einem Tennisschläger überhaupt nicht ähnelt.

## Softball in Deutschland
Im Bereich Fastpitch-Softball wird vom DBV eine Damen-Liga organisiert, die Softball-Bundesliga, unterteilt in eine Nord- und eine Südgruppe. Über die Regionalverbände werden Softball-Verbandsligen für reine Damen-Teams und teilweise (BBSV, BWBSV, SWBSV) auch ein Spielbetrieb für Mixed-Teams organisiert. Höchste deutsche Spielklasse im gemischtgeschlechtlichen Fastpitch-Softball ist die Mixed Softball Champions League (MSCL). Weitere Ligen unterhalb der MSCL, wie z. B. eine deutsche Hochschulliga (College Series), sind meist unabhängig von den Verbänden und organisieren sich selbst.
Slowpitch-Softball wird in Deutschland meist unabhängig von Verbänden gespielt. Ambitionierte Freizeitmannschaften messen sich in regelmäßigen Turnieren und Ligen wie der Rhein-Main-Liga oder Rhein-Neckar-Liga. 2011 fanden zum ersten Mal offizielle, vom DBV anerkannte deutsche Meisterschaften statt, die von BéBé's Kidz, einer in Deutschland lebenden US-amerikanischen Auswahlmannschaft, gewonnen wurde. Seit 2017 gibt es jährlich deutsche Meisterschaften, wobei zwischen den Disziplinen Coed (fünf Frauen und fünf Männer) und Mixed (mindestens zwei Frauen/Männer) unterschieden wird. Auch regional gewinnt Slowpitch an Bedeutung. 2012 wurde bei den baden-württembergischen Hallenmeisterschaften zum ersten Mal auch ein Slowpitch-Turnier ausgetragen. Den Titel sicherten sich die Neuenheimer Feldmeister aus Heidelberg.

## Softball in Österreich
Die höchste Fastpitch-Softball-Liga in Österreich ist die Austrian Softball League mit derzeit 6 Teams. Darunter existiert eine im Aufbau befindliche 2. Liga. 2009 konnten die Dornbirn Sharx als erstes Team, das nicht aus den Niederlanden oder Italien kommt, den Europacup gewinnen. Weitere Erfolge für Softball in Österreich waren der 18. Platz bei der Weltmeisterschaft 2016 sowie zweimal der 6. (2007 und 2015) und einmal der 7. Platz (2009) bei der Softball-Europameisterschaft.
In letzter Zeit gewinnt auch Slowpitch-Softball immer mehr an Bedeutung. Gespielt wird hauptsächlich in von Vereinen organisierten Ligen; Höhepunkt der Slowpitch-Saison ist jedes Jahr die im Herbst stattfindende Österreichische Meisterschaft 'Coed Slowpitch'.

## Softball in der Schweiz
Wie in Deutschland gibt es auch in der Schweiz eine Fastpitch-Frauenliga. Softball kann in der Schweiz nicht als Breitensport bezeichnet werden; in der National-Liga A standen 2007 acht Teams. Diese kommen vor allem aus den Städten und deren Einzugsgebieten.

## Softball als olympische Sportart
Softball war in den Jahren von 1996 bis 2008 viermal als olympische Sportart für Frauen vertreten, musste dann aber bei den Sommerspielen 2012 in London und Sommerspielen 2016 in Rio de Janeiro eine Pause einlegen. Am 3. August 2016 beschloss das IOC, Softball bei den Sommerspielen 2020 wieder ins Programm zu nehmen – das Gleiche gilt für Baseball für die Herren.

## Softball-Weltmeisterschaften
Die Softball-WM der Damen wird seit 1965 ausgetragen, die der Herren seit 1966.

### Damen
| Nr. | WM      | Austragungsort                 | Gold               | Silber              | Bronze              |
| --- | ------- | ------------------------------ | ------------------ | ------------------- | ------------------- |
| 1   | 1965    | Melbourne, Australien          | Australien         | Vereinigte Staaten  | Japan               |
| 2   | 1970    | Osaka, Japan                   | Japan              | Vereinigte Staaten  | Philippinen         |
| 3   | 1974    | Stratford, Vereinigte Staaten  | Vereinigte Staaten | Japan               | Australien          |
| 4   | 1978    | San Salvador, El Salvador      | Vereinigte Staaten | Kanada              | Neuseeland          |
| 5   | 1982    | Taipeh, Chinesisch Taipeh      | Neuseeland         | Chinesisch Taipeh   | Australien          |
| 6   | 1986    | Auckland, Neuseeland           | Vereinigte Staaten | Volksrepublik China | Neuseeland          |
| 7   | 1990    | Normal, Vereinigte Staaten     | Vereinigte Staaten | Neuseeland          | Volksrepublik China |
| 8   | 1994    | St. John’s, Kanada             | Vereinigte Staaten | Volksrepublik China | Australien          |
| 9   | 1998    | Fujinomiya, Japan              | Vereinigte Staaten | Australien          | Japan               |
| 10  | 2002    | Saskatoon, Kanada              | Vereinigte Staaten | Japan               | Chinesisch Taipeh   |
| 11  | 2006    | Peking, Volksrepublik China    | Vereinigte Staaten | Japan               | Australien          |
| 12  | 2010    | Caracas, Venezuela             | Vereinigte Staaten | Japan               | Kanada              |
| 13  | 2012    | Whitehorse, Kanada             | Japan              | Vereinigte Staaten  | Australien          |
| 14  | 2014    | Haarlem, Niederlande           | Japan              | Vereinigte Staaten  | Australien          |
| 15  | 2016    | Surrey, Kanada                 | Vereinigte Staaten | Japan               | Kanada              |
| 16  | 2018    | Chiba, Japan                   | Vereinigte Staaten | Japan               | Kanada              |
| 17  | 2022    | Birmingham, Vereinigte Staaten | Vereinigte Staaten | Japan               | Chinesisch Taipeh   |
| 18  | 2023/24 | Irland, Italien, Spanien       | Japan              | Vereinigte Staaten  | Kanada              |

| RF     | Nation              | Gold | Silber | Bronze | Gesamt |
| ------ | ------------------- | ---- | ------ | ------ | ------ |
| 1      | Vereinigte Staaten  | 12   | 5      | 0      | 17     |
| 2      | Japan               | 4    | 7      | 2      | 13     |
| 3      | Australien          | 1    | 1      | 6      | 8      |
| 4      | Neuseeland          | 1    | 1      | 2      | 4      |
| 5      | Volksrepublik China | 0    | 2      | 1      | 3      |
| 6      | Kanada              | 0    | 1      | 4      | 5      |
| 7      | Chinesisch Taipeh   | 0    | 1      | 2      | 3      |
| 8      | Philippinen         | 0    | 0      | 1      | 1      |
| Gesamt | Gesamt              | 18   | 18     | 18     | 54     |

### Herren
| Nr. | WM      | Austragungsort                    | Gold                                   | Silber             | Bronze             |
| --- | ------- | --------------------------------- | -------------------------------------- | ------------------ | ------------------ |
| 1   | 1966    | Mexiko-Stadt, Mexiko              | Vereinigte Staaten                     | Mexiko             | Neuseeland         |
| 2   | 1968    | Oklahoma City, Vereinigte Staaten | Vereinigte Staaten                     | Kanada             | Mexiko             |
| 3   | 1972    | Marikina, Philippinen             | Kanada                                 | Vereinigte Staaten | Neuseeland         |
| 4   | 1976    | Lower Hutt, Neuseeland            | Kanada, Neuseeland, Vereinigte Staaten | –                  | –                  |
| 5   | 1980    | Tacoma, Vereinigte Staaten        | Vereinigte Staaten                     | Kanada             | Bahamas            |
| 6   | 1984    | Midland, Vereinigte Staaten       | Neuseeland                             | Kanada             | Vereinigte Staaten |
| 7   | 1988    | Saskatoon, Kanada                 | Vereinigte Staaten                     | Neuseeland         | Kanada             |
| 8   | 1992    | Manila, Philippinen               | Kanada                                 | Neuseeland         | Vereinigte Staaten |
| 9   | 1996    | Midland, Vereinigte Staaten       | Neuseeland                             | Kanada             | Japan              |
| 10  | 2000    | East London, Südafrika            | Neuseeland                             | Japan              | Vereinigte Staaten |
| 11  | 2004    | Christchurch, Neuseeland          | Neuseeland                             | Kanada             | Australien         |
| 12  | 2009    | Saskatoon, Kanada                 | Australien                             | Neuseeland         | Kanada             |
| 13  | 2013    | Auckland, Neuseeland              | Neuseeland                             | Venezuela          | Australien         |
| 14  | 2015    | Saskatoon, Kanada                 | Kanada                                 | Neuseeland         | Venezuela          |
| 15  | 2017    | Whitehorse, Kanada                | Neuseeland                             | Australien         | Kanada             |
| 16  | 2019    | Prag, Tschechien                  | Argentinien                            | Japan              | Kanada             |
| 17  | 2022    | Auckland, Neuseeland              | Australien                             | Kanada             | Vereinigte Staaten |
| 18  | 2024/25 |                                   |                                        |                    |                    |

| RF     | Nation             | Gold | Silber | Bronze | Gesamt |
| ------ | ------------------ | ---- | ------ | ------ | ------ |
| 1      | Neuseeland         | 7    | 4      | 2      | 13     |
| 2      | Vereinigte Staaten | 5    | 1      | 4      | 10     |
| 3      | Kanada             | 4    | 6      | 4      | 14     |
| 4      | Australien         | 2    | 1      | 2      | 5      |
| 5      | Argentinien        | 1    | 0      | 0      | 1      |
| 6      | Japan              | 0    | 2      | 1      | 3      |
| 7      | Mexiko             | 0    | 1      | 1      | 2      |
| 7      | Venezuela          | 0    | 1      | 1      | 2      |
| 9      | Bahamas            | 0    | 0      | 1      | 1      |
| Gesamt | Gesamt             | 19   | 16     | 16     | 51     |

1976 gab es mit Kanada, Neuseeland und den USA drei Goldmedaillengewinner, weil der letzte Spieltag verregnet war.